# キャリエール
キャリエール(Carrière)は、かつて存在していた有限会社キャリエールのアダルトゲームのブランド。
美少女ゲームユーザーだった古見が梺乃命、そら、ここのかを集めて有限会社キャリエールを設立。
2002年6月に「心輝桜」にてデビューし、その後ネット小説を原作とする『MARIONETTE -糸使い-』・『エンジェルメイド』・「キャリばん」を発売した。
2005年春に「心輝桜」のリメイク作品である「桜華」を発売した。ゲームだけでなく、主題歌を収録した音楽CDなども数点自主制作していた。
その後、開発室を東京都練馬区から埼玉県さいたま市浦和区に移し、2006年8月25日に『初恋撫子』を発売した。
2007年3月、会社が法的に解散となり活動を停止した。在籍していたスタッフの多くは戯画パートナーブランドに加盟したこともあるブランドTAIL WINDで活動していたが、所属会社の業務縮小により2009年9月末解散した。
TAIL WINDの解散後の2010年3月、キャリエールの元代表を中心に株式会社スタークロスが設立され、傘下にぺんしるパーティーブランドであるCassiopeiaとNONSUGARがある。
NONSUGARブランドはサイトが消滅しており美少女ゲームブランドとしては動いていないと思われる。原画家との原画代未払い騒動の影響などがあると考えられる。
LassやALcotなど他ブランドとSirenとしてネット上やコミックマーケットなどのイベントで積極的に交流しており、かつては「セイレーンレシピ」というインターネットラジオを共同で配信していた。
ブランド名の「Carrière」とは、フランス語で生涯の職業を意味する「carrière」からとってつけたという。

## 作品一覧
- 2002年6月28日 - 心輝桜
- 2003年3月28日 - MARIONETTE -糸使い-
- 2004年3月19日 - エンジェルメイド
- 2004年6月25日 - MARIONETTE DVD
- 2004年8月27日 - キャリばん
- 2005年6月24日 - 桜華 -おうか-
- 2006年8月25日 - 初恋撫子